# Darioush Rezaeinejad
Darioush Rezaeinejad, (en persan : داريوش رضايي نژاد), né à Abdanan en 1976 et mort assassiné le 23 juillet 2011 à Téhéran, est un scientifique nucléaire iranien assassiné à l'est de Téhéran par des hommes armés en juillet 2011. Rezaeinejad, détenteur d’un doctorat en génie électrique de l’université Toosi de technologie à Téhéran, est l’un des quatre scientifiques iraniens qui ont été assassinés de 2010 à 2012. C'est un ingénieur électricien qui contribue au programme nucléaire de l’Iran. Selon une source des services d'espionnage israéliens citée dans l'édition en ligne de l'hebdomadaire allemand Der Spiegel, son assassinat a été perpétré par le Mossad.

## Assassinat
L’après-midi du 23 juillet 2011, Darioush Rezaeinejad était dans une voiture avec sa fille et sa femme, Chohreh Pirani.
Elle se rappelle avoir entendu les coups de feu qui ont tué son mari. Ni elle ni aucun des autres témoins n'ont pu identifier les assaillants qui portaient des casques de moto et ont fui sur leurs engins. Cependant, elle accuse le Mossad, le service d’espionnage israélien, d’être responsable de l’attaque.
Pirani a déclaré : « Mon mari vivait dans la peur bien avant l'assassinat. Il avait reçu des appels de menaces, des courriels. On l'encourageait à changer de travail ou à partir de l'Iran ».